# Vered Yeriho
Vered Yeriho (en hébreu : וֶרֶד יְרִיחוֹ) est une colonie israélienne illégale au regard du droit international, située en Cisjordanie, territoire palestinien occupé. Elle se trouve près de Jéricho dans la vallée du Jourdain. 
Elle compte 252 habitants en 2016.

## Géographie
Vered Yeriho se trouve sur une colline qui surplombe le camp de Aqabat Jabr. Une portion de route du moshav offre une vue sur Jéricho et le nord de la mer Morte.

## Historique
La colonie est organisée en un moshav fondé en 1979 par des habitants laïcs venus de la colonie religieuse de Mitzpe Yeriho, située plus à l'ouest. Il fait partie de l'Union agricole.
Administrativement, elle relève du conseil régional de Megilot.

## Situation juridique
La communauté internationale dans son ensemble considère les colonies israéliennes de Cisjordanie illégales au regard du droit international mais le gouvernement israélien conteste ce point de vue.